# 艾哈迈德·库赖
艾哈迈德·阿里·穆罕默德·库赖（阿拉伯语：أحمد علي محمد قريع，Aḥmad ʿAlī Muḥammad Qurayʿ；1937年3月26日—2023年2月22日），阿拉伯語名字為昆亞阿布·阿拉（أبو علاء，Abū ʿAláʾ），是一名巴勒斯坦政治人物，第2任巴勒斯坦自治政府總理。
他於2003年10月首次被任命為該職位，在法塔赫於2006年巴勒斯坦立法選舉中失敗後，於2006年1月26日提出辭呈，並以看守人身份留任至2月19日由伊斯梅爾·哈尼亞接任。在他擔任總理期間，他還負責安全事務。他曾擔任巴勒斯坦立法委員會的主席，並從1970年代起在巴勒斯坦解放組織內擔任過各種重要職務。

## 外部連結
- Profile: Ahmed Qurei （页面存档备份，存于）, BBC News (8 September 2003)
- Biographies of Palestinian Political Leaders
- London Free Press: Arafat Faces Leadership Crisis
- Qurei denies helping build wall （页面存档备份，存于）

| 官衔                      | 官衔                                  | 官衔                      |
| ------------------------- | ------------------------------------- | ------------------------- |
| 新頭銜                    | 巴勒斯坦立法委員會主席 1996年－2003年 | 繼任者： 拉菲克·纳采赫    |
| 前任者： 馬哈茂德·阿巴斯  | 巴勒斯坦自治政府總理 2003年－2005年   | 繼任者： 納比勒·沙斯 代理 |
| 前任者： 納比勒·沙斯 代理 | 巴勒斯坦自治政府總理 2005年－2006年   | 繼任者： 伊斯梅爾·哈尼亞  |